# Sloanea ramiflora
Sloanea ramiflora är en tvåhjärtbladig växtart som beskrevs av C. Tirel. Sloanea ramiflora ingår i släktet Sloanea och familjen Elaeocarpaceae. Inga underarter finns listade i Catalogue of Life.